# Tage Voss - "Tag en Codyl, fru Jensen"
|  | Denne artikel er oprettet af botten PalnaBot ud fra en ekstern database. Den kan derfor have sproglige fejl eller mangler. Denne skabelon kan fjernes efter kontrol af indholdet. |

Tage Voss - "Tag en Codyl, fru Jensen" er en film instrueret af Ib Makwarth efter eget manuskript.

## Handling
Debatfilm, hvor lægen Tage Voss bringer traditionel dansk læge-tankegang til debat: "Hver gang du udleverer en Codyl, så forhaler du den revolution, der skulle gøre det her samfund bedre!"